# RG-33
RG-33は、南アフリカ共和国で開発され、アメリカ陸軍や海兵隊などで運用されている装輪装甲車（歩兵機動車）の一種である。アメリカ海兵隊のMRAP（耐地雷・伏撃防護車両）カテゴリーIおよびカテゴリーIIの車両として採用されている他、アメリカ陸軍のMMPV（中型地雷防護車両）の車種としても選定されている。

## 概要
RG-33はBAEシステムズのグループ会社である南アフリカ共和国のランドシステムズOMC（現・BAE システムズ・ランド・システムズ・サウス・アフリカ）によって、同社製のRG-31を発展させる形で開発された装輪装甲車である。4×4輪駆動型のRG-33と6×6輪駆動のRG-33Lのバリエーションがあり、90％の部品互換性がある。特に4輪型はRG-31と類似する形状であるが、その車体は一回り大きく、重量も大きい。いずれのバージョンにおいても出力400馬力のカミンズ製ターボディーゼルエンジンを搭載する。走行装置にはランフラットタイヤ、CITS（Central Tire Inflation System、空気圧自動調整装置）を装備する。車体上には旋回式の装甲銃塔（OGPKなど）もしくは遠隔式銃塔（M153 CROWS IIなど）を搭載可能である。またRG-33LにはバッファローMPCVと同様の、地雷やIED処理用のロボットアームを装着する事も可能である。
2007年1月26日に、最初の4両のテスト車がアメリカ海兵隊に納品され、同年2月14日にはMRAPカテゴリーIの車両としてRG-33、カテゴリーIIの車両としてRG-33Lの導入契約が結ばれた。同年6月28日、BAEシステムズは16両の海兵隊向けRG-33、239両の海兵隊向けRG-33L、170両の特殊作戦軍（SOCOM）向けRG-33、および16両のRG-33L HAGA（Heavy Armored Ground Ambulance、重装甲地上救急車）の注文を受けた。10月には更に追加で、399両のRG-33L、112両のRG-33L HAGA、89両のRG-33（SOCOM向け）が注文され、12月に更にRG-33L 600両が追加された。
2012年12月には、アメリカ陸軍の進めていたMMPV計画に基づき、250両のRG-33LのMMPV仕様への改修契約が行なわれた。この改修には、後部ランプドアの軍用ロボット乗降対応や空調装備改良などが含まれる。

## バリエーション
RG-33
4×4輪駆動の基本型。MRAP カテゴリーI（MRAP-MRUV, Mine Resistant Utility Vehicle、耐地雷汎用車輌）にカテゴライズされる。
RG-33 SOCOM
4×4輪駆動のアメリカ特殊作戦軍（SOCOM）向けの車両。M153 CROWS IIの装備、座席数の変更、後部ドアの改良などが行なわれている。
RG-33L
6×6輪駆動の車体延長型型。MRAP カテゴリーII（MRAP-JERRV（Joint Explosive Ordnance Disposal Repid Response Vehicle、統合爆発物処理即応車輌）にカテゴライズされる。
RG-33L PLUS
6×6輪駆動のRG-33Lの車体側面に中空増加装甲を装着した車両。
RG-33L HAGA
6×6輪駆動の野戦救急車型。HAGAは Heavy Armored Ground Ambulance（重装甲地上救急車）の略。
RG-33L Mine Clearing Vehicle
RG-33Lにロボットアームを装着した爆発物処理車両。
RG-33L Wrecker
大型クレーン装備の回収車型。

## 採用国
アメリカ合衆国
- アメリカ特殊作戦軍
- アメリカ海兵隊 - MRAPプログラムにより調達、配備。
- アメリカ陸軍 - MMPVプログラムにより調達、配備。

 クロアチア
- クロアチア陸軍 - RG33L HAGA（救急車仕様）を導入[5]。2024年時点で20両を保有[6]。

 エジプト
- エジプト陸軍 - 2024年時点で、360両のRG-33L、89両のRG-33 HAGAを保有[7]。

## 画像

特殊作戦軍のRG-33 SOCOM。M153 CROWS IIを搭載し、地雷処理ローラーを装着している。2014年、アフガニスタン。
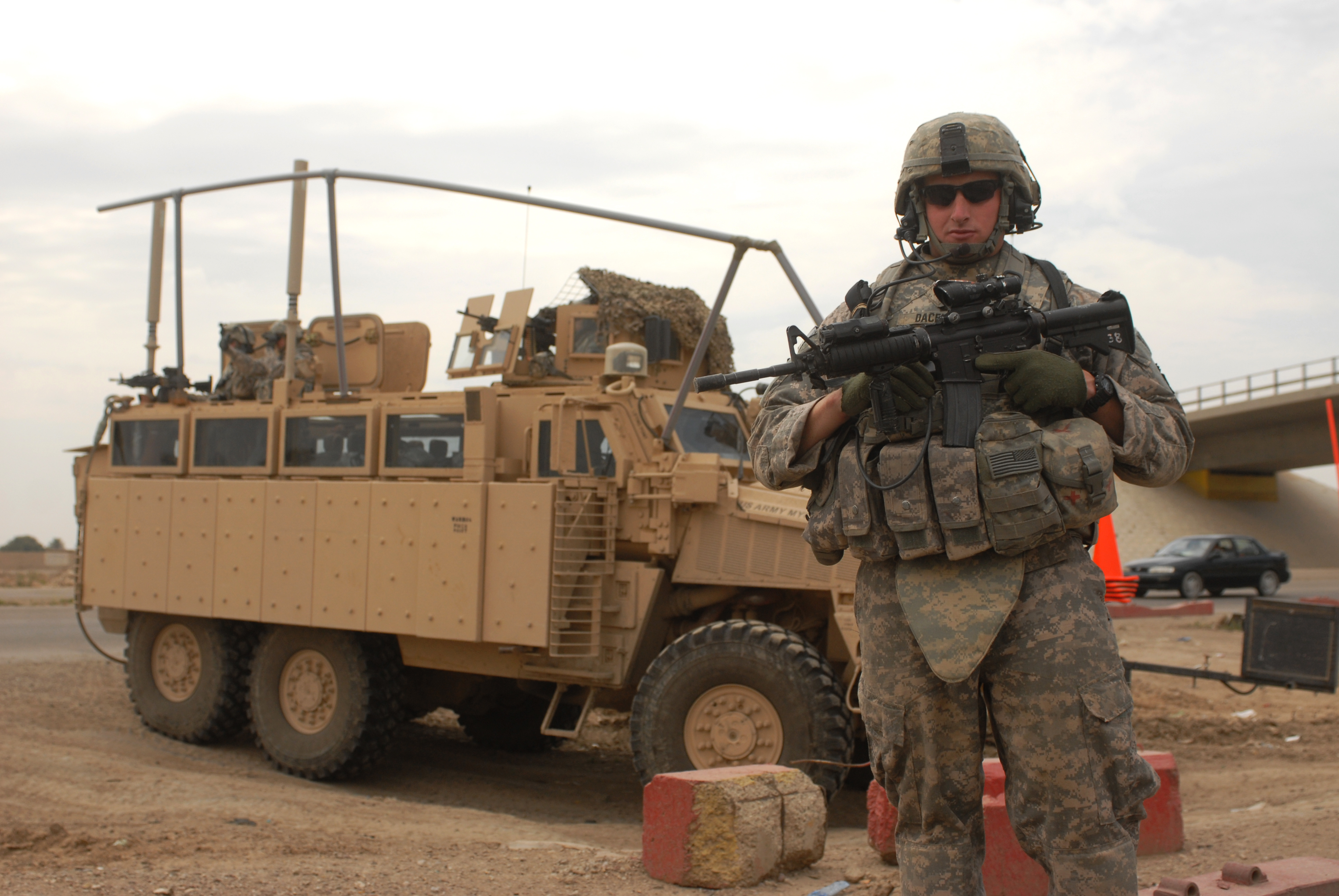
増加装甲を装着したアメリカ陸軍のRG-33L PLUS。2009年、イラク国内。
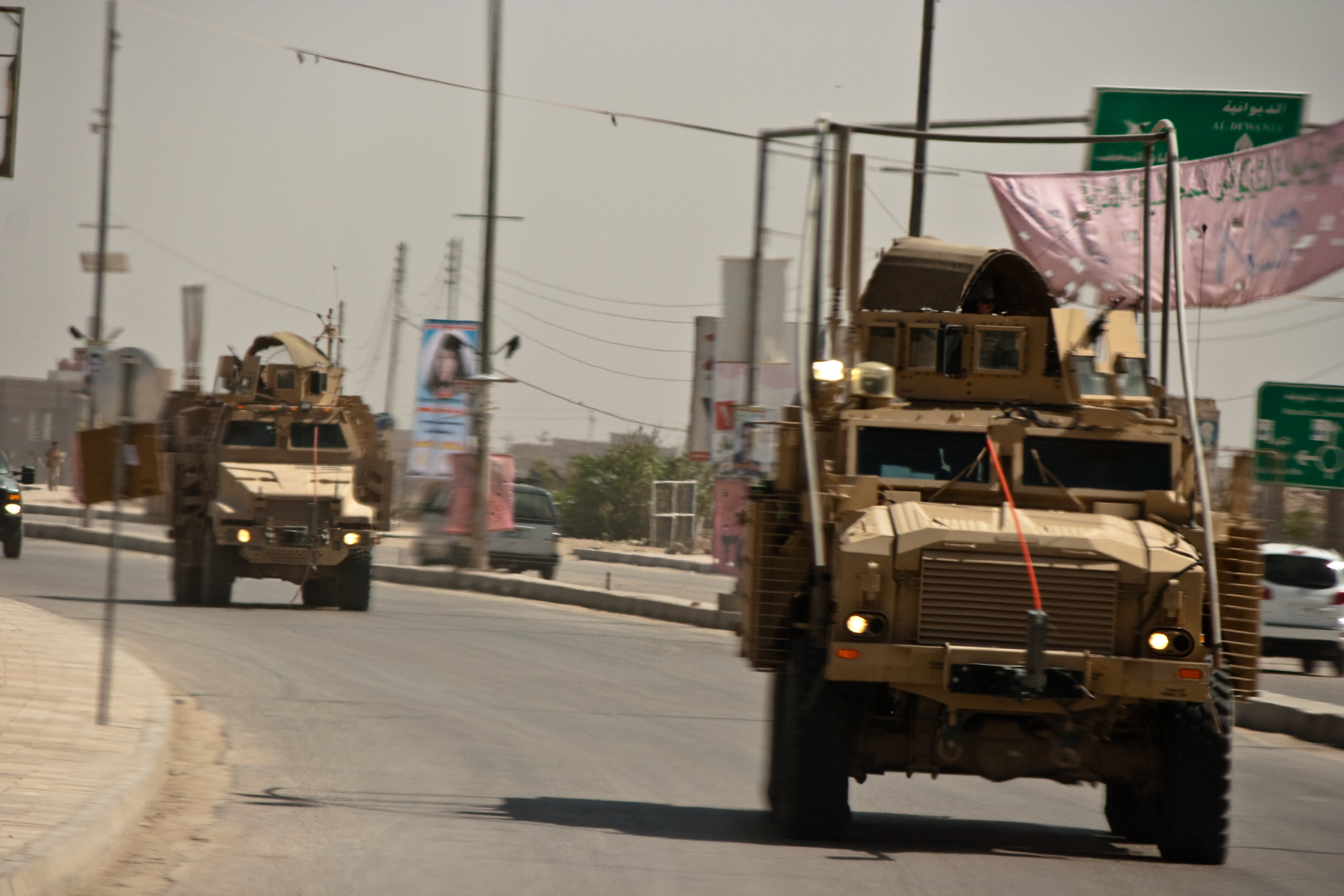
イラクの都市ナジャフを走行するRG-33L PLUS。2010年。後方の車両はケイマンである。
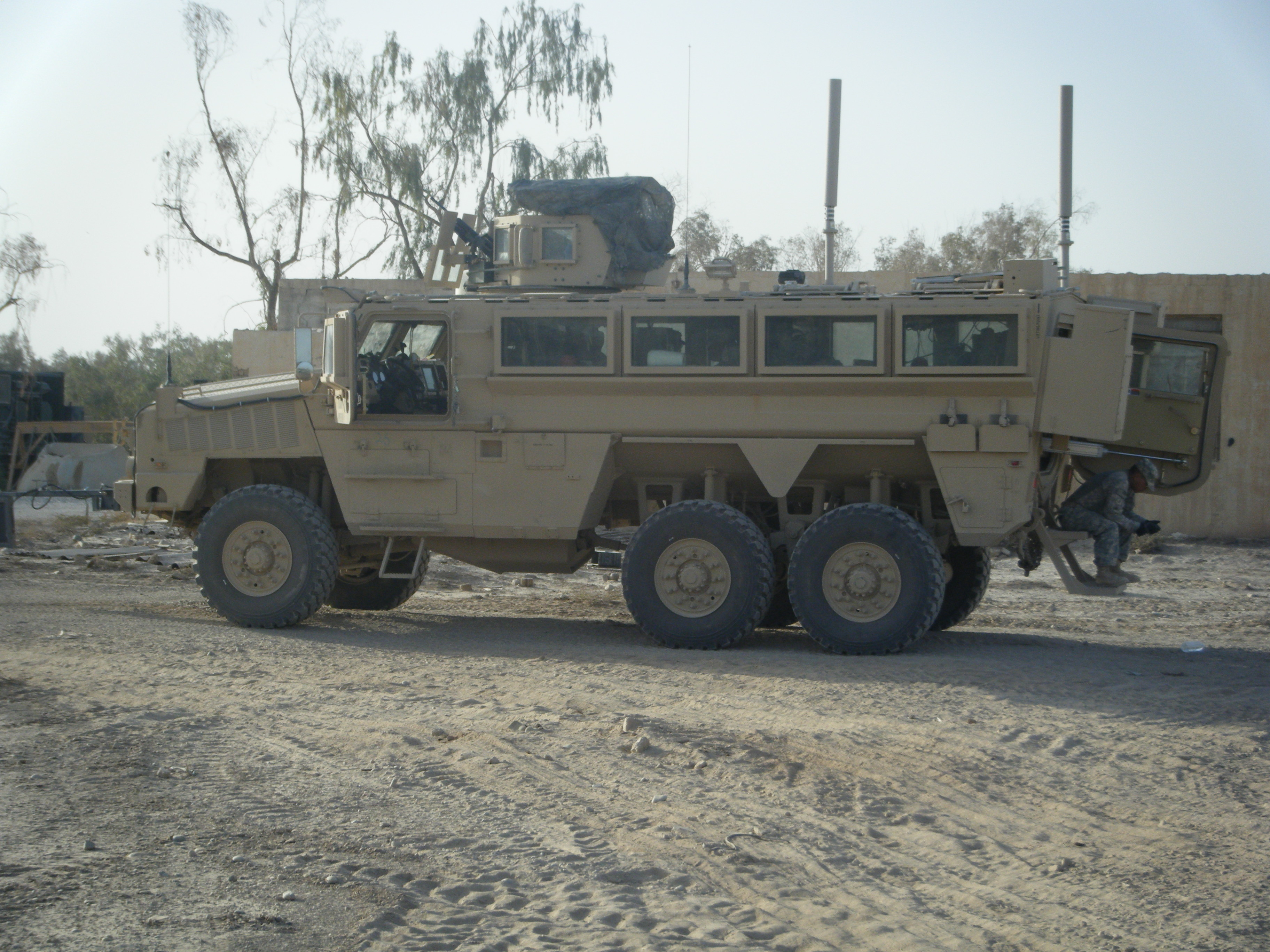
RG-33Lの側面。装甲銃塔（OGPK）を搭載した車両。
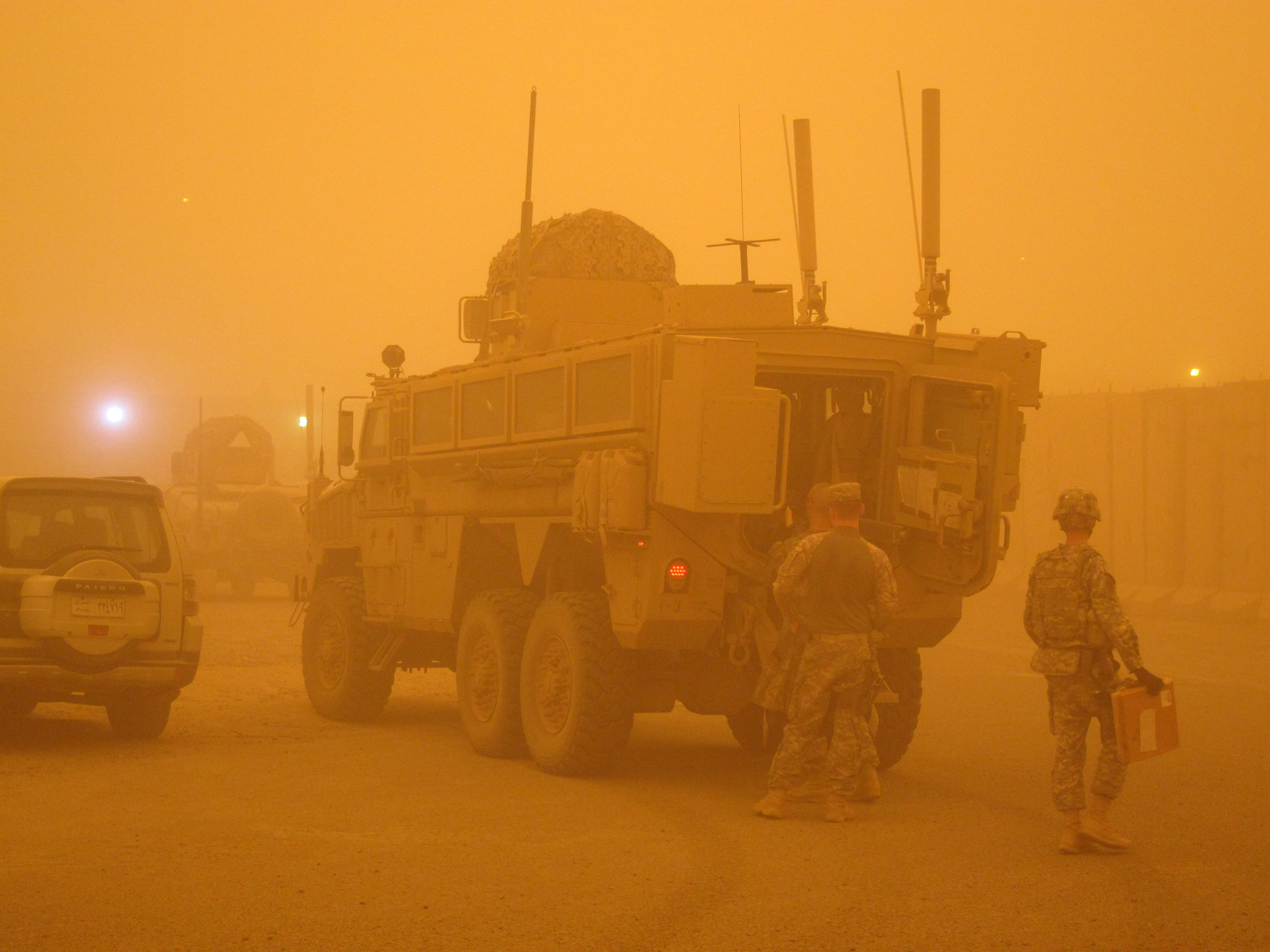
後方から見たRG-33L。横のSUVと比較しても非常に大きな車両である。2011年、イラク、バグダッド市内。
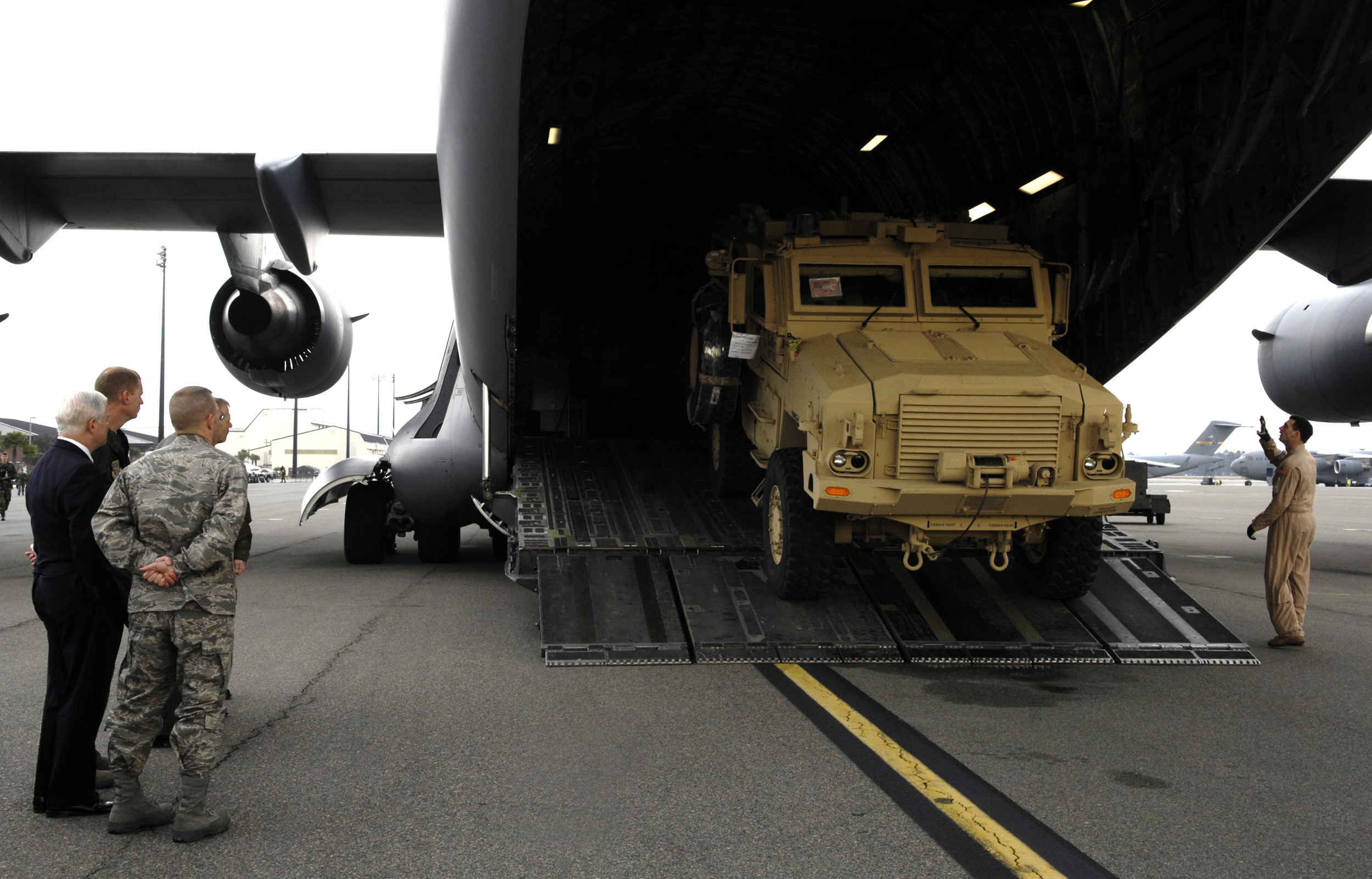
C-17 グローブマスターIIIにより空輸されるRG-33。